# Om inte
Om inte är en svensk dramafilm från 2001 i regi av Ella Lemhagen med Frida Hallgren, Johan Svangren, Olle Sarri och Danijela Stankovic i huvudrollerna. Filmen hade Sverigepremiär den 2 november 2001.

## Handling
Hanna och Jesper åker till Hultsfredsfestivalen med Jespers kompis Brian och dennes nya flickvän Karola. Hanna somnar ensam i tältet och dagen efter beter sig Jesper konstigt och Karola har försvunnit. Tillbaka i Stockholm har Hanna och Jesper precis flyttat ihop och en kväll erkänner Jesper att han varit otrogen med någon. Hanna hade tänkt berätta att hon är gravid men istället får Jesper sova på soffan. När Hanna träffar Karola av en slump berättar hon att hon stack från festivalen för att hon blev våldtagen men vill inte berätta av vem.

## Om filmen
Filmen fick ett blandat mottagande, manuset ansågs av recensenterna spreta åt alla möjliga håll, men Frida Hallgren i rollen som Hanna fick beröm.
Filmen är bland annat inspelad under Hultsfred i Kalmar län, vid Katarinahissen på Södermalm, Drottninggatan på Norrmalm och på Söderstadion i Stockholm.

## Rollista
- Frida Hallgren – Hanna
- Johan Svangren – Jesper
- Olle Sarri – Brian
- Danijela Stankovic – Karola
- Tomas Bolme – Hannas pappa
- Jonas Karlsson – Jespers arbetskamrat